# 2008-as gomai konfliktus
A gomai harcok 2008. október 25-én kezdődtek a Kongói Demokratikus Köztársaság Észak-Kivu tartományában. A háborús konfliktus a Laurent Nkunda vezette kongói tuszi lázadók és a kongói hadsereg között dúl. 250 000 ember menekült el otthonából. A konfliktus széles körű nyugtalanságot és nagy méretű élelmiszerhiányt eredményezett. Az ENSZ humanitárius katasztrófa kezdetének lehetőségét vetette fel. A lázadó milicista erők vezetője egy hét után tűzszünetet rendelt el, a helyzet azonban a tűzszünet után is feszült maradt. A konfliktus kiszélesedésének esélye megnövekedett, hiszen a tuszik és az Amerikai Egyesült Államok által támogatott Ruanda is belekeveredhet a harcokba. A felkelők elfoglalták Gomát és környékének nagy részét, szétverve a rövid ideje tartó békét, ezzel hatalmas politikai kárt okoztak. Az utóbbi napokban 45 ezren, augusztus óta 250 ezren kényszerültek elhagyni Goma vidékét.

## A konfliktus háttere
A Kivu-konfliktus gyökerei a közelmúltban zajlott két háborúig nyúlnak vissza. 1996 novemberétől 1997 májusáig az első kongói háború, majd 1998. augusztus 2-től 2003-ig a második kongói háború dúlt az országban. 2002-ben a Nyiragongo vulkán kitörése 47 ember halálát okozta, később kolerajárvány pusztította a lakosságot. 2002-ben 500 000-ren menekültek el Goma közeléből, 180 000-en ivóvíz és áram nélkül maradtak.

## A harcokról
Az ENSZ BT elítélte a tuszi lázadók támadó hadműveleteit. A felkelők a Kongói Demokratikus Köztársaság Goma városa felé nyomultak, melynek egyébként 160 ezer lakosa van lakják. A terület gazdag arany-, réz-, ónlelőhelyekben. Az ENSZ főtitkára, Pan Gimun szerint a konfliktus humanitárius katasztrófáig szélesedhet. A Kongói Demokratikus Köztársaság katonai ereje kivonult Goma környékéről a lázadók elől. Az ENSZ békefenntartói (MONUC) egyelőre tehetetlenek a felkelőkkel  szemben. A 17 600 kéksisakos feladata, akiknek bevetési lehetősége erősen  korlátozott, a környező országok, a Kongói Demokratikus Köztársaság, Ruanda, Uganda, Szudán és a Közép-afrikai Köztársaság lakosságának védelme a feladata.
Laurent Nkunda tuszi tábornok, állítása szerint, a tuszikat védi, mert a kormány nem védi meg őket a hutu törzsbeli milicistáktól. A kinshasai kormány szerint Ruanda szította fel az ellentéteket és a ruandai hadsereg is részt vállal a háborúskodásban.
Vicente Diaz de Villegas, a kongói ENSZ békefenntartók parancsnoka közel 2 hónap után lemondott Észak-Kivu tartományban. Az ENSZ katonák harci helikopterekkel támadták a Goma környékén ostromra indult felkelőket. A konfliktus miatt az ENSZ  az ENSZ Biztonsági Tanácsa rendkívüli ülést tartott. A lázadók tűzszünetet hirdettek, melyet Laurent Nkunda alá is írt. Franciaország külügyminisztere, Jandayl Frazert támogatná egy 1500 fős EU kontingensnek az ország keleti részére küldését, mert a Joseph Kabila vezette kongói kormány nem tudja kezelni a helyzetet.

## ENSZ utánpótlás

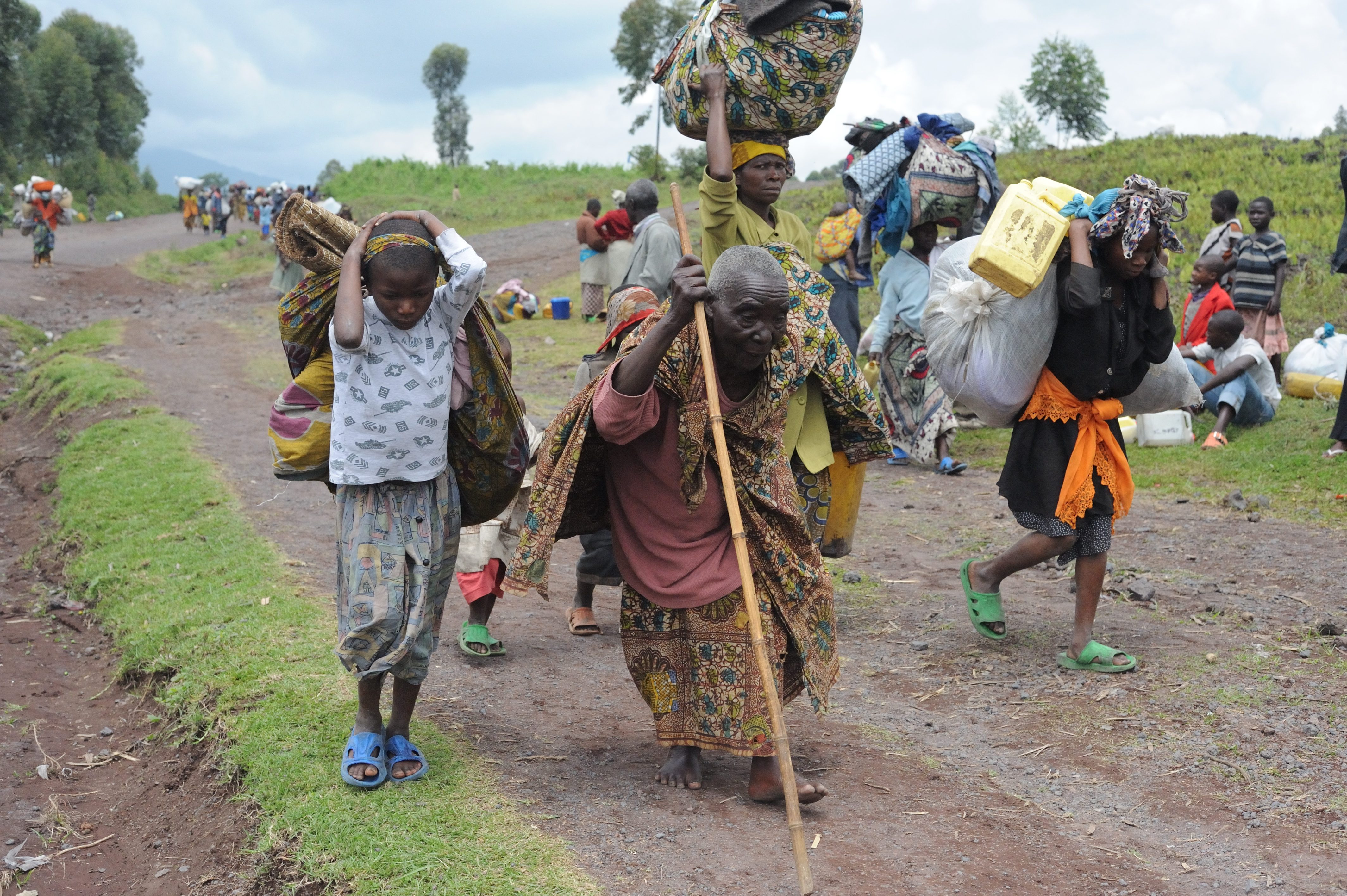
Menekültek

2008. november 18-án az Egyesült Nemzetek Szervezete Biztonsági Tanácsa úgy döntött, hogy újabb 3000 békefenntartót küld Kongóba. Így a 17 000 fős kontingens már a 20 000-ret is eléri.
Jean-Maurice Ripert francia ENSZ-nagykövet új szabályok életbe léptetését javasolta.
A belga gyarmaton az 1998-2003-as háború és az azt követő éhínségek és járványok miatt ötmillió ember halt meg. Kongóban nagy a káosz, előfordult, hogy kéksisakosokra is rálőttek. „Hogyan támogathatnák a békefenntartók az ilyen bűnözőket?” - kérdezte egy diplomata.
Az ENSZ emberi jogi szervezete (HRW) és más humanitárius segélyszervezetek hasonló előterjesztést javasoltak, ők is utánpótlást kértek, hogy biztosítva legyen a terület stabilitása.
Az utánpótlás vélhetőleg segít meggátolni az atrocitások folytatódását a civilek ellen Észak-Kivu tartományban, Ruanda és Uganda határán. Augusztus 28-a óta a harcok több területen is felerősödtek. A konfliktusban sokan meghaltak, emberrablások történtek, fosztogatások kezdődtek, a lakosság jelentékeny részét elűzte a harcok híre.
November 20-án az ENSZ egyhangúlag megszavazott egy 3085 fős kontingens utánpótlást. Ámbár a MONUC meghatalmazása nincs meghosszabbítva Kongóban, az 2008 végéig tart ki. A döntés annak ellenére született, hogy a lázadók vállalták volna, hogy visszavonulnak a frontvonal mögé, hogy eljussanak a segélyszállítmányok a civilizációtól elvágott ezrekhez.
Kína bejelentette, hogy kórházakat, házakat, oktatási intézményeket, utakat, sínpályákat épít meg Kongóban, nyersanyagért cserébe. Ha a bejelentés nincs is közvetlenül összefüggésben a konfliktussal, az infrastrukturális fejlesztések szükségességének időzítése mindenképpen telibe találó, továbbá így a nyersanyagot is áron alul kaphatják.